# باستر غلوسون
الفريق باستر كليفلاند غلوسون (من مواليد 14 مارس 1942) كان نائب رئيس هيئة الاركان للخطط والعمليات في مقر القوات الجوية الأمريكية في واشنطن العاصمة وكان مسؤولا لدى وزير سلاح الجو ورئيس هيئة الاركان للتخطيط والعمليات عن متطلبات وهيكل القوة اللازمة لدعم العمليات العسكرية. نائبا لعمليات سلاح الجو لهيئة الأركان المشتركة وتحديد الاحتياجات التشغيلية والمفاهيم والعقيدة والاستراتيجية والتدريب والأصول اللازمة لدعم أهداف الأمن القومي والاستراتيجية العسكرية.

## التعليم
حصل على شهادة البكالوريوس في الهندسة الكهربائية من جامعة ولاية كارولاينا الشمالية في عام 1965. انتسب في كلية أركان القوات المسلحة في نورفولك بولاية فرجينيا في عام 1977 وكلية الحرب الوطنية في فورت ليزلي جيه ماكنير، واشنطن العاصمة في عام 1981.

## المسيرة المهنية
دخل غلوسون سلاح الجو في عام 1965 باعتباره خريج متميز من برنامج فيلق ضباط الاحتياط للتدريب في جامعة ولاية كارولاينا الشمالية. شارك في المهام القتالية باعتباره قائد الطيران في كل من شمال وجنوب فيتنام. تولى قيادة سرب المقاتلات وجناحين مقاتلين تكتيكيين في سلاح الجو خلال حرب الخليج الثانية. قاد الفرقة الجوية الرابعة عشر (المؤقتة) وكان مديرا لخطط حملة وسط قيادة القوات الجوية الأمريكية بالرياض، المملكة العربية السعودية. في هذه الوظيفة كان مسؤولا عن التخطيط لقصف بغداد يوم 17 يناير 1991 التي أسفرت عن تدمير شبه كامل لهيكل القيادة والتحكم العراقي خلال الساعات الأولى من الحملة الجوية. قيادته تم تنفيذ قصف ملجأ العامرية في 13 فبراير من ذلك العام الذي أسفر عن مقتل أكثر من 400 مدني عراقي.
كان قائدا للطيران مع أكثر من 3600 ساعة طيران.
تقاعد غلوسون في 1 يوليو 1994. بعد تقاعده كتب غلوسون كتاب بعنوان الحرب مع العراق: الدروس الهامة عن حرب الخليج والدروس التي في رأيه يمكن الاستفادة منها.

## تواريخ الترقيات
- ملازم ثاني 23 يناير 1965
- ملازم أول 6 سبتمبر 1966
- نقيب 25 مايو 1968
- رائد 1 أغسطس 1976
- مقدم 1 ديسمر 1979
- عقيد 1 أكتوبر 1982
- عميد 1 يوليو 1988
- لواء 1 يونيو 1991
- فريق 1 يونيو 1992